# 블랙 아일 스튜디오
블랙 아일 스튜디오(Black Isle Studios)는 인터플레이 엔터테인먼트의 게임 스튜디오이다. 1996년 설립되었으며, 2003년 없어졌지만, 2012년 다시 부활하였다. 《아이스윈드 데일 시리즈》를 개발하고, 《발더스게이트 시리즈》를 배급한 것으로 잘 알려져 있다.

## 게임

### 제작 중인 게임
- 프로젝트 V13 (2015)

### 개발한 게임
- 폴아웃 2 (1998)
- 플레인스케이프: 토먼트 (1999)
- 아이스윈드 데일 (2000)
- 아이스윈드 데일: 하트 오브 윈터 (2001)
- 아이스윈드 데일: 하트 오브 윈터 - 트라이얼즈 오브 더 루어마스터 (2001)
- 아이스윈드 데일 II (2002)
- 발더스 게이트: 다크 얼라이언스 II (2004)

### 유통한 게임
- 발더스 게이트 (1998)
- 발더스 게이트: 테일즈 오브 더 소드 코스트 (1999)
- 발더스 게이트 II: 섀도우 오브 암 (2000)
- 발더스 게이트 II: 쓰론 오브 바알 (2001)
- 라이온하트: 십자군의 유산 (2003)

### 합본
- Black Isle Compilation (2002)
- Black Isle Compilation Part Two (2004)

### 개발 취소된 게임
취소된 프로젝트도 포함:
- Stonekeep 2: Godmaker (2001)
- Torn (2001)
- Fallout 3 (Van Buren) (2003)
- Baldur's Gate III: The Black Hound (2003)
- Baldur's Gate: Dark Alliance III (2004)

## 같이 보기
- 인터플레이 엔터테인먼트
- 트로이카 게임즈
- 옵시디언 엔터테인먼트
- 바이오웨어